# برشاید
برشاید (به آلمانی: Berscheid) یک شهر در آلمان است که در بیتبورگ-پروم واقع شده‌است.